# توم كينغ (عازف قيثارة)
توم كينغ (بالإنجليزية: Tom King)‏ هو عازف قيثارة ومغن مؤلف وكاتب أغاني أمريكي، ولد في 13 يوليو 1942، وتوفي في 23 أبريل 2011.

## وصلات خارجية
- توم كينغ على موقع IMDb (الإنجليزية)
- توم كينغ على موقع ميوزك برينز (الإنجليزية)
- توم كينغ على موقع ديسكوغز (الإنجليزية)